# جان رمبو
جان جیمز رمبو شخصیت اول مجموعه کتب و فیلم‌های اولین خون (رمبو) می‌باشد که توسط دیوید مورل خلق شد. نقش او را در فیلم‌ها سیلوستر استالونه ایفا کرده است. رمبو متولد سال ۱۹۴۷ از آریزونا است. وی مردی دورگه سرخپوست و آلمانی است. او با ارتش ویتنام، نیروی پلیس آمریکا، ارتش روسیه و ارتش برمه (میانمار) و کارتل‌های مکزیک جنگیده است.